# Provincia del Cabo Oriental
La provincia del Cabo Oriental (inglés: Eastern Cape Province) es una provincia de Sudáfrica, que se formó con la parte oriental de la provincia del Cabo y con los antiguos bantustanes de Transkei y Ciskei. Su capital es Bhisho que engloba a la antigua King Williams Town. Algunas ciudades de importancia en la provincia son Aliwal North, East London, Gqeberha, Mthatha y Grahamstown.
La universidad más antigua del país se halla en Grahamstown.
La población alcanza en 2011 los 6,56 millones de habitantes, siendo un 87,6% negros (mayoritariamenete xhosas), un 7,4% mestizos ("coloureds"), 4,7% blancos y un 0,3% asiáticos.
La provincia cuenta con dos de las mayores ciudades del país, Gqeberha (1,15 millones de habitantes) y East London (755.000 habitantes).

## Municipios
- Baviaans
- Camdeboo
- Amahlathi
- Ikwezi
- Inkwanca
- Intsika Yethu

- Datos: Q130840
- Multimedia: Eastern Cape / Q130840